# Индонезийска летяща катерица
Индонезийската летяща катерица (Iomys horsfieldii) е вид бозайник от семейство Катерицови (Sciuridae).

## Разпространение
Видът е разпространен в Индонезия, Малайзия и Сингапур.